# Srednja Azija
Srednja Azija (također i Središnja ili Centralna Azija; rus. Средняя Азия ili Центральная Азия, perz. آسياى مرکزی, mand. kin. 中亚/, pinyin: Zhōngyà, tur. Orta Asya, arap. الوسطى Asya al Wusta), prostrana regija Azije koja nema izlaz na more. Iako postoje različite definicije njezinih točnih granica, nijedna definicija nije općenito prihvaćena. Usprkos neodređenosti u odredbi granica, prostor Srednje Azije odlikuje se nekim zajedničkim obilježjima. Srednja Azija povijesno je bila povezana sa svojim nomadskim narodima i Putom svile, imajući ulogu križišta u kretanju ljudi, dobara i ideja između Europe, Bliskog istoka, Južne i Istočne Azije. Ponekad se naziva Unutrašnjom Azijom, zbog svoga smještaja unutar šireg euroazijskog kontinenta, ili Turkestanom.

## Definicije
Ideju Srednje Azije kao zasebne regije svijeta predstavio je geograf Alexander von Humboldt 1843. godine. Granice Srednje Azije predmet su brojnih rasprava. Mnoge knjige još uvijek nazivaju ovo područje Turkestanom, imenom koje se koristilo prije Staljinove vlasti.
Najograničenija definicija bila je službena definicija Sovjetskog Saveza koji je definirao Srednju Aziju kao područje koje obuhvaća samo Uzbekistan, Turkmenistan, Tadžikistan i Kirgistan, ali ne uključuje Kazahstan. Ova se definicija često koristila izvan SSSR-a u tom razdoblju. Ruski jezik ipak ima dva različita izraza: Средняя Азия (Srednjaja Azija ili "Srednja Azija", uža definicija koja uključuje samo tradicionalno neslavenske, "srednjoazijske" zemlje koje su uključene u granice povijesne Rusije) i Центральная Азия (Centraljnaja Azija ili "centralna Azija", šira definicija koja uključuje "srednjoazijske" zemlje koje nikada nisu bile dio povijesne Rusije). Budući da hrvatski jezik također pripada skupini slavenskih jezika, ova se uporaba može primijeniti kao i kod ruskog. Ruska Federacija sada uključuje Kazahstan u svoju novu definiciju Srednje Azije.
Ubrzo nakon nezavisnosti, vođe pet bivših sovjetskih srednjoazijskih republika susreli su se u Taškentu i objavili da bi definicija Srednje Azije trebala uključivati Kazahstan kao što su Sovjeti u nju uključivali izvorne četiri zemlje. Od tada je ova definicija postala najuobičajenom definicijom Srednje Azije. 
UNESCO-ova opća povijest Srednje Azije napisana upravo prije raspada SSSR-a definira regiju na temelju klime i koristi daleko veće granice. Prema UNESCO-u Srednja Azija obuhvaća Mongoliju, zapadnu Kinu (uključujući Tibet), sjeveroistočni Iran, Afganistan i zapadni Pakistan, srednjoistočnu Rusiju južno od tajge, bivše srednjoazijske sovjetske republike (pet "stanova" bivšeg Sovjetskog Saveza), ali čak i Punjab, sjevernu Indiju i Pakistan.
Alternativna metoda definiranja regije se temelji na etnicitetu, a posebice obuhvaća područja nastanjena iranskim, turkijskim i mongolskim narodima. Ta područja uključuju Xinjiang, tursko/muslimanske regije južnog Sibira, pet republika i afganski Turkestan. Tibetanci se također uključuju. Navedeni narodi se smatraju "starosjedilačkim" narodima nepregledne regije.
Kolonizacija i naseljivanje Kineza i Rusa uslijedilo je tek kasnije.

## Geografija
Srednja Azija je ekstremno velika regija raznolike geografije, uključujući visoke visoravni i planine (Tjan Šan), ogromne pustinje (Karakum, Kizilkum, Taklamakan), te posebice bešumne, travnate stepe. Velik dio zemlje je presušan ili presurov za poljodjelstvo. Pustinja Gobi se prostire od podnožja Pamira, 77° istočno, do planina Velikog Hingana (Da Hinggan), 116°-118° istočno.
Srednja Azija ima sljedeće geografske ekstreme:
- Najsjeverniju pustinju na svijetu (pješčane dine) kod Buurug Deliin Elsa, Mongolija, 50°18' sjeverno.
- Najjužniji permafrost na sjevernoj hemisferi kod Erdenetsogt suma, Mongolija, 46°17' sjeverno.
- Najkraću udaljenost između nesmrznute pustinje i permafrosta na svijetu: 770 km.

Većina ljudi preživljava uzgojem stoke. Industrijska aktivnost je koncentrirana u regionalnim gradovima.
Glavne rijeke u regiji su Amu-Darja, Sir-Darja i Hari. Veće vodene površine su Aralsko i Balkaško jezero od kojih su oba dio velikog zapadno/srednjoazijskog endoreičkog bazena koji također obuhvaća Kaspijsko jezero. Oba jezera su se tijekom proteklih desetljeća značajno smanjila zbog skretanja vode iz rijeka, koje utječu u njih, radi natapanja i industrije. Voda je krajnje vrijedan resurs u aridnoj Srednjoj Aziji, te može dovesti do značajnih međunarodnih sporova.

### Klima
Budući da Srednja Azija nije okružena vodenom površinom, temperaturne amplitude su vrlo visoke.
Prema Köppenovom sustavu klasifikacije klime, Srednja Azija je dio Palearktičke ekozone. Najveći biom u Srednjoj Aziji je biom umjerenih travnjaka, savana i šipražja. Srednja Azija također sadrži planinske travnjake i šipražje, pustinjsko i kserično šipražje i biome umjerenih crnogoričnih šuma.
Prevladavaju područja stepske i pustinjske klime.

## Povijest
Povijest Srednje Azije je definirana njenom klimom i geografijom. Aridnost regije učinila je poljodjelstvo teškim, a udaljenost od mora odsjekla ju je od trgovine. Stoga se u regiji razvilo nekoliko većih gradova, a prije njih su područjem dominirali nomadski konjički narodi stepa.
Odnosi između stepskih nomada i sedentarnih naroda u i oko Srednje Azije dugo su bili obilježeni sukobima. Nomadski način života bio je vrlo prikladan za ratovanje, a stepski konjanici su postali jedni od vojno najmoćnijih naroda na svijetu, ograničeni samo vlastitim nedostatkom unutarnjeg jedinstva. Veliki vođe ili promjene uvjeta periodično su organizirali nekoliko plemena u jedinstvenu silu, te su stvorili gotovo nezaustavljivu snagu. Najznačajnije su provale Huna u Europu, napadi Wu Hua na Kinu i mongolsko osvajanje velikog dijela Euroazije.
Dominacija nomada je završila u šesnaestom stoljeću s pojavom vatrenog oružja koje je omogućilo sedentarnim narodima stjecanje kontrole u regiji. Rusija, Kina i ostale snage su se proširile u regiju, a čitavu Srednju Aziju su zauzele do kraja devetnaestog stoljeća. Nakon ruske revolucije srednjoazijske regije su uklopljene u Sovjetski Savez. Mongolija je ostala nezavisna, ali zapravo je postala sovjetska satelitska država. Sovjetska područja Srednje Azije doživjela su znatnu industrijalizaciju i izgradnju infrastrukture, ali i potiskivanje lokalnih kultura, stotine tisuća smrti od neuspjelih kolektivizacijskih programa, te trajnu ostavštinu etničkih napetosti i ekoloških problema.
Raspadom Sovjetskog Saveza pet zemalja je zadobilo nezavisnost. U svim novim državama službenici bivše Komunističke partije zadržali su se na vlasti kao lokalni moćnici. U nijednoj državi nema više represije kakva je bila u svojetskim vremenima, ali nijedna se nova republika ne može smatrati funkcionalnom demokracijom. Ostali dijelovi srednje Azije ostali su pod vlašću Kine ili Rusije.

## Geostrategija
Srednja Azija je dugo bila strateška lokacija jedino zbog svoje blizine nekoliko velikih sila na euroazijskoj kopnenoj masi. Sama regija nikada nije držala dominantno stacionarno stanovništvo niti je mogla upotrijebiti prirodne resurse. Stoga je rijetko kroz povijest bila sjedište sile za neko carstvo ili utjecajnu državu. Poput Poljske u europskoj povijesti, Srednja Azija je bila podijeljena, ponovno podijeljena, pokorena do nestanka i fragmentirana ponovno i ponovno. Srednja Azija je služila više kao borilište za vanjske sile nego kao sila u svojem vlastitom pravu.
Srednja Azija ima i prednosti i nedostatake svoje središnje lokacije između četiriju povijesnih sjedišta sila. Zbog svoje središnje lokacije ima pristup trgovačkim putovima ili linijama napada svih regionalnih sila. U drugu je ruku Srednja Azija kroz povijest bila neprestano ranjiva na napade sa svih strana. To je uzrokovalo političku fragmentaciju ili potpuni vakuum snaga, jer su Srednjom Azijom sukcesivno dominirale druge snage.
- Na sjeveru su stepe omogućile brzu pokretljivost, prvo nomadskih konjaničkih ratnika poput Huna i Mongola, a kasnije ruskih trgovaca koji su naposljetku bili potpomognuti željeznicom. Kako se Rusko carstvo širilo na istok, ono je prodiralo u Srednju Aziju prema moru u potrazi za toplim morskim lukama. Sovjetski blok je učvrstio dominaciju sa sjevera, te pokušao projicirati snagu prema jugu sve do Afganistana.
- Na istoku je demografska i kulturna težina kineskih carstava neprestano potiskivala prema Srednjoj Aziji. mongolska dinastija Yuan je osvojila dijelove istočnog Turkestana i Tibeta, a kasnija dinastija Manchu je ponovno osvojila ta područja nekoliko stoljeća kasnije. Kao dio sino-sovjetskog bloka, Kina je progutala Tibet. Sino-sovjetskom podjelom Kina je prenijela silu na Srednju Aziju kako bi se usprotivila ruskoj dominaciji u regiji. Najpoznatiji slučaj sukoba interesa bio je Afganistan.
- Na jugoistoku Srednje Azije se osjećao demografski i kulturni utjecaj Indije, posebice u Tibetu, Hindukušu i blago iza njih. Nekoliko povijesnih indijskih dinastija, posebno one smještene uz rijeku Ind proširile su se na Srednju Aziju. Indijska je mogućnost prenošenja sile na Srednju Aziju bila ograničena zbog planinskih lanaca u Pakistanu, te kulturnih razlika između hinduske Indije i onoga što je kasnije postala većinom muslimanska Srednja Azija.
- Na jugozapadu su se Srednjoistočne sile proširile na južna područja Srednje Azije (obično Uzbekistan, Afganistan i Pakistan). Nekoliko perzijskih carstava je osvojilo i ponovo zauzelo dijelove Srednje Azije. Helensko Carstvo Aleksandra Velikog prostiralo se u Srednjoj Aziji. Dva arapska islamska carstva vršila su znatan utjecaj diljem regije, a moderna država Iran je također poput drugih projicirala utjecaj na regiju.

U post-hladnoratovskom dobu Srednja Azija je etnički kotao sklon nestabilnosti i sukobima bez smisla nacionalnog identiteta, već radije nered povijesnih kulturnih utjecaja, plemenskih i klanskih odanosti i religijskog žara. Projiciranje utjecaja na područje ne dolazi samo iz Rusije nego i iz Turske, Irana, Kine, Pakistana, Indije i Sjedinjenih Država:
- Rusija nastavlja dominirati političkim odlučivanjem diljem Kavkaza i bivših SSR-a, iako te zemlje odbacuju svoje postsovjetske autoritarne sustave, pa ruski utjecaj polagano slabi.
- Iran, sjedište povijesnih carstava koja su kontrolirala dijelove Srednje Azije, ima povijesne i kulturne veze s regijom, a utrkuje se u izgradnji naftovoda od Kaspijskog jezera do Perzijskog zaljeva.
- Kina, koja već kontrolira Xinjiang i Tibet, projicira znatnu snagu na regiju, posebice u energetskoj/naftnoj politici (na primjer, kroz Šangajsku organizaciju za suradnju).
- Pakistan, velika ali nestabilna država koja posjeduje nuklearno oružje, pomagala je u održanju talibanske vlasti u Afganistanu, te je sposobna za vježbanje utjecaja. Za neke srednjoazijske države najkraći put do oceana leži kroz Pakistan. Pakistan traži prirodni plin od Srednje Azije, pa podupire razvoj cjevovoda iz srednjoazijskih zemalja.
- Indija, nuklearna sila u usponu, trenira utjecaj u regiji, posebice u Tibetu s kojim ima kulturne sličnosti. Indija se vidi kao potencijalna protuteža regionalnoj moći Kine.
- Turska ima nešto utjecaja zbog etničkih i lingvističkih veza s turskim narodima Srednje Azije, kao i zbog činjenice da kroz nju prolazi naftovod do Mediterana.
- SAD sa svojim vojnim interveniranjem u regiji i naftnom diplomacijom također je značajno uključen u regionalnu politiku.

### Rat protiv terora
U kontekstu američkog rata protiv terora, Srednja Azija je još jednom postala centar geostrateških proračuna. Vlada SAD-a je unaprijedila status Pakistana u "glavnog ne-NATO saveznika" zbog njegove središnje uloge u služenju kao početne točke za invaziju Afganistana, osiguravajući obavijesti o Al-Qaedinim operacijama i predvodeći lov na Osamu bin Ladena za kojeg se vjeruje da je još uvijek u regiji. Afganistan je služio kao skrovište i izvor podrške Al-Qaede pod zaštitom Mullah Omara i Talibana. Zbog toga je pokrenuta američka invazija 2001, a u tijeku su rekonstrukcija i napori u iskorjenjivanju droge. Nakon što su u Uzbekistanu i Kirgistanu uspostavljene američke vojne baze, Rusija i Narodna Republika Kina iskazale su vlastitu zabrinutost nad stalnom američkom vojnom prisutnošću u regiji.
Smatra se da su NRK i Rusija kao i nekoliko bivših SSR-a preuzeli prednosti rata protiv terora kako bi povećali pritisak na separatističke etničke manjine. Kina je poduzela oštre poteze protiv uighurskih separatista u Xinjiangu, dok je Rusija s većom intenzivnošću nastavila drugi rat u Čečeniji. Washington, koji smatra Rusiji i Kinu strateškim partnerima u Ratu protiv terorizma, zatvorio je oko na te akcije. Etnički raznolike bivše SSR-e, posebice Uzbekistan, reklasificirale su separatističke napade kao terorističke napade, te su nastavile opresivnije politike.

## Kultura

### Religije
Islam je najraširenija religija u bivšim sovjetskim srednjoazijskim republikama, Afganistanu, Xinjiangu i perifernim zapadnim regijama. Većina srednjoazijskih muslimana su suniti, iako šijiti čine veliku većinu u Azerbajdžanu, a u Afganistanu i Pakistanu postoje znatne šijitske manjine. Tibetanski budizam je najrašireniji u Tibetu, Mongoliji i južnim ruskim regijama Sibira gdje je također popularan šamanizam. Rastuća han kineska migracija prema zapadu od uspostave NRK je dovela konfucijanizam i ostale religije u regiju. Nestorijanizam je bio oblik kršćanstva koji se najviše prakticirao u regiji u prethodnim zemljama, ali sada je najveća denominacija Ruska pravoslavna Crkva čiji mnogi članovi žive u Kazahstanu. Buharski židovi su nekoć bili znatna zajednica u Uzbekistanu, ali su gotovo svi emigrirali tijekom proteklih godina.

### Umjetnost
Na križištu Azije šamanističke prakse žive usporedno s budizmom. Stoga se Yama, Gospodar Smrti, štovao u Tibetu kao duhovni zaštitnik i sudac. Mongolski budizam posebno je utjecao na tibetanski budizam. Kineski car Qianlong je u 18. stoljeću bio tibetanski budist, pa je ponekad putovao iz Beijinga do drugih gradova radi osobnog religijskog štovanja.
Ljudske lubanje i odrubljene glave, koje su činile vijenac na Yaminoj kruni i ogrlici, davale su koncept veličine koju je Yama očekivao da mu se iskaže kad bi se netko suočio sa smrću.
Ova određena Dharmapala je oslikano drvo visoko 120 cm.
Srednja Azija također ima domorodačke i antičke oblike rap glazbenog stila koji je star preko 1000 godina. Uglavnom ga prakticiraju u Kirgistanu i Kazahstanu akyni, lirski improvizatori. Oni sudjeluju u lirskim borbama koje se nazivaju aitysh ili alym sabak. Tradicija je nastala iz ranih pjesničkih usmenih povjesničara. Obično pjevaju uz pratnju žičanog instrumenta—u Kirgistanu uz trožični komuz, a u Kazahstanu uz slični dvožični instrument. Neki također uče pjevati Manas, kirgistansku epsku poemu (oni koji isključivo nauče Manas bez bavljenja rapom nazivaju se manaschi). Tijekom sovjetske uprave akyn rap su kooptirale vlasti, pa mu je naposljetku pala popularnost. Padom Sovjetskog Saveza doživio je ponovni procvat, iako aykni još uvijek koriste svoju umjetnost u kampanji za političke kandidate. 

## Stanovništvo
Prema najopsežnijoj definiciji u Srednjoj Aziji živi više od 80 milijuna ljudi što je oko 2% ukupnog azijskog stanovništva. Od azijskih regija manji broj ljudi ima samo sjeverna Azija. Gustoća stanovništva iznosi 9 stanovnika na km², što je daleko manje od 80.5 stanovnika po km² koliki iznosi na cijelom kontinentu.

### Jezici
Jezici većine stanovnika bivših sovjetskih srednjoazijskih republika dolaze iz turske jezične grupe. Turkmenski, koji je blisko povezan s turskim (oba su članovi oguske grupe), govori se većinom u Turkmenistanu i Afganistanu, Iranu i Turskoj. Kazaški, kirgiski i tatarski su srodni jezici grupe kipčak turskih jezika, a govore se diljem Kazahstana, Kirgistana i Tadžikistana, te u Afganistanu, Xinjiangu i Qinghaiu. Uzbečki i ujgurski se govore u Uzbekistanu, Tadžikistanu i Xinjiangu. Ruski govore etnički Rusi u srednjoj Aziji, a diljem bivših sovjetskih srednjoazijskih republika je lingua franca. Kineski ima jednaku dominantnu prisutnost u Unutarnjoj Mongoliji, Qinghaiu i Xinjiangu.
Turski jezici pripadaju mnogo većoj altajskoj jezičnoj obitelji, koja uključuje mongolski. Mongolski se govori diljem regije Mongolije i u Qinghaiu i Xinjiangu.
Iranski jezici su se nekoć govorili u čitavoj srednjoj Aziji, ali nekoć istaknuti sogdijanski, baktrijski i skitijski jezici danas su izumrli. Ipak se u regiji još govori perzijski jezik, koji se lokalno naziva dari ili tadžik. Paštunskim se govori u Afganistanu i zapadnom Pakistanu.
Tibetanski jezik govori oko šest milijuna ljudi koji žive na Tibetanskoj visoravni i u Qinghaiu.

## Poveznice
- Turan
- Turkestan

## Vanjske poveznice
- Carrie Central Asia Collection  Arhivirana inačica izvorne stranice od 19. lipnja 2006. (Wayback Machine) — cjeloviti dokumenti, literatura, interpretacijski komentari na Sveučilištu u Kansasu
- Eurasia Daily Monitor — političke, strateške i ekonomske vijesti iz srednje Azije
- EurasiaNet — informacija i analiza političkog, ekonomskog, ekološkog i socijalnog razvoja u srednjoj Aziji
- Central Eurasian Studies World Wide
- Publikacije o povijesti srednje Azije prije 1917  Arhivirana inačica izvorne stranice od 10. svibnja 2008. (Wayback Machine)
- Sveučilište u srednjoj Aziji

Sestrinski projekti
|  | Zajednički poslužitelj ima još gradiva o temi Srednja Azija |